# The Voice from the Minaret
The Voice from the Minaret is een Amerikaanse dramafilm uit 1923 onder regie van Frank Lloyd. Het scenario is gebaseerd op het gelijknamige toneelstuk uit 1919 van de Britse auteur Robert Hichens. Destijds werd de film in Nederland uitgebracht onder de titel De stem van de moskee.

## Verhaal
Adrienne Carlyle is de vrouw van de Britse gouverneur in Bombay. Op een scheepsreis maakt ze kennis met de jonge seminarist Andrew Fabian. Hij overtuigt Adrienne om samen met hem een pelgrimstocht te maken naar het Heilige Land. Ze worden verliefd, maar Adrienne moet al spoedig terugkeren naar haar echtgenoot. Later ontmoeten ze elkaar alle drie in Engeland. De man van Adrienne wordt achterdochtig en hij wil dat ze hun liefde opbiechten. Als hij kort daarna overlijdt, kunnen Adrienne en Andrew eindelijk samen zijn.

## Rolverdeling
| Acteur           | Personage          |
| ---------------- | ------------------ |
| Norma Talmadge   | Adrienne Carlyle   |
| Eugene O'Brien   | Andrew Fabian      |
| Edwin Stevens    | Leslie Carlyle     |
| Winter Hall      | Bisschop Ellsworth |
| Carl Gerard      | Secretaris Barry   |
| Claire Du Brey   | Gravin La Fontaine |
| Lillian Lawrence | Lady Gilbert       |
| Albert Prisco    | Seleim             |